# Aktedrilus cuneus
Aktedrilus cuneus är en ringmaskart som beskrevs av Erséus 1984. Aktedrilus cuneus ingår i släktet Aktedrilus och familjen glattmaskar. Inga underarter finns listade i Catalogue of Life.